# Trev Thoms
Trev Thoms também conhecido como Judge Trev Thoms e Judge Trev foi um guitarrista britânico. 
Na década de 1960 e começo da de 1970, ele tocou em uma banda de blues-rock chamado Iron Maiden (não confundir com a banda de heavy metal Iron Maiden) juntamente com Barry Skeels, que mais tarde tocou no Zior, grupo que gravou dois álbuns, um chamado “Every Inch a Man”, relançado em CD pela gravadora italiana Akarma Records, e outro chamado “Zior” relançado com faixas bônus em CD pela gravadora britânica See for Miles Records, e depois se tornou um agente de turnê de bandas como Black Sabbath, Saxon, Manowar e Yngwie J. Malmsteen e, posteriormente, proprietário da Offbeat Management que empresaria a banda Skyclad (um outro integrante da banda era chamado Steve Drewett, mas é incerto se ele é o mesmo que fundou o The Newtown Neurotics).
Posteriormente, tocou na influente banda de blues britânico Spirit of John Morgan. Ele acompanhou astros como Graham Bond, Gregory Isaacs, Steve Gibbons e foi um membro da banda Steve Took's Horns de Steve Peregrin Took juntamente com Dino Ferari na bateria.
Após a separação do The Horns no final da década de 1970, Thoms e Ferari aliaram-se ao ex-Hawkwind Nik Turner no Inner City Unit. Thoms também trabalhou com Turner e Twink sob o nome Pink Wind, um híbrido de Pink Fairies e Hawkwind. Ele mais tarde formou o Atomgods e trabalhou com outros ex-integrantes do Hawkwind incluindo Ron Tree. Ele e Ferari formaram a sua própria versão do Inner City Unit chamada de Judge Trev's Inner City Unit.
Ele tocava também em festivais como o Big Green Gathering, Cosmic Puffin Festival, Glastonbury, Earthwise, etc., tocando o seu set solo acústico ou com o reformado Inner City Unit com Nik Turner. Em seus últimos anos, ele fazia shows sob o nome de Trev and Kev com Kev Ellis, vocalista do Bubbledubble. 
Ele era também o administrador do site Real Festival Music no qual ele escrevia resenhas sobre festivais verdes.
Conforme informou a página de seu parceiro musical e amigo de longa data Nik Turner, Thoms faleceu em 8 de dezembro de 2010 em decorrência de um câncer pancreático.